# عصفور الأرز ضخم المنقار
عصفور الأرز ضخم المنقار (الاسم العلمي: Oryzoborus maximiliani)، هو نوع من الطيور يتبع جنس عصفور الأرز ضمن فصيلة التناجر ضمن رتبة العصفوريات.